# Svartlösa domsaga
Svartlösa domsaga var en domsaga i Stockholms län. Den bildades 1 januari 1959 genom delning av Södertörns domsaga och upplöstes 1971 i samband med tingsrättsreformen i Sverige. Domsagan överfördes då till Svartlösa tingsrätt.
Domsagan lydde under Svea hovrätts domkrets.
Tingshuset ritades 1959 av arkitekt Karl Karlström.

## Tingslag
Ett tingslag löd under domsagan, Svartlösa domsagas tingslag.